# 홍계능
홍계능(洪啓能)은 조선 후기의 문신이다. 홍계희의 팔촌이며, 호는 신계(莘溪)이다. 정후겸과 친족들과 함께 정조에게 반감을 품어 정조를 제거하고 은전군의 추대를 기도했고, 이후 존현각적변 때 역모를 꾀한 사실이 발각되어 심문을 받던 중 옥사하였다.